# Julius Jacob
Julius Isaak Jacob (Berlín, Alemania, 25 de abril de 1811 — Berlín, 20 de octubre de 1882) fue un pintor alemán del siglo XIX.
Pintor de origen judío,  conocido fundamentalmente por retratar a grandes personajes de la alta nobleza centroeuropea de la época y por sus paisajes de estilo Biedermeier. Estudió con Wach en la Academia de Arte de Düsseldorf y en París con Paul Delaroche. Fue galardonado con la medalla de oro por las academias de arte de París, Lyon y Rouen, y llegó a ser miembro honorario de diversas academias europeas. Entre 1844 y 1855 vivió en Londres. Posteriormente visitó Viena, donde pintó retratos de diversas personalidades de la nobleza, entre quienes figuran el conde Kinsky o los príncipes Metternich, Schwarzenberg, Liechtenstein y Lobkowitz.
Murió en Berlín en 1882. Su hijo, Julius Jacob el Joven (1842-1929), fue también un destacado pintor berlinés.
Julius Jacob cultivó el retrato y, desde un punto de vista estilístico, su obra responde al arte judío asquenazí, que se encuadra dentro del arte decimonónico del período de la emancipación de los judíos europeos: se trata de un arte de corte tradicional.